# Hyundai Entourage
O Entourage é uma minivan de porte médio-grande da Hyundai.